# Caproni Ca.7
Die Caproni Ca.7 war ein geplantes Doppeldecker-Flugzeug, welches Anfang der 1910er Jahre von Giovanni Caproni entworfen wurde.

## Geschichte und Konstruktion
Die Ca.7 war ein Ganzholz-Doppeldecker mit einem Höhenleitwerk an Auslegern vor den Tragflächen und einem am Rumpfende. Vorgesehen war der Einbau von zwei „Tandem“-Motoren im Rumpf hinter dem Piloten. Dahinter befanden sich Sitze für zwei Passagiere.
Das Flugzeug sollte zwei Schubpropeller bekommen, die von Kettenantriebsvorrichtungen von den im Rumpf untergebrachten Motoren angetrieben wurden. Die beiden Motoren sollten durch Reibungskupplungen verbunden werden, sodass sie zusammen oder getrennt arbeiten können. Die Konstruktionsschwierigkeiten, die mit der Verwendung von zwei Motoren verbunden waren, die beide im Rumpf untergebracht und auch während des Fluges für Kühlzwecke unabhängig abgeschaltet werden sollten, verhinderten den Bau des Flugzeugs.
Obwohl die Ca.7 nie das Reißbrett verließ, trug ihre Konstruktion zur Entwicklung der mehrmotorigen Caproni-Bomber des Ersten Weltkriegs bei.

## Technische Daten
Nach Aeroplani Caproni – Gianni Caproni ideatore e costruttore di ali italiane und Gianni Caproni e l’opera sua
| Kenngröße       | Daten                                                                                                 |
| --------------- | --- |
| Besatzung       | 1 |
| Passagiere      | 2 |
| Länge           | 9,65 m                                                                                                |
| Spannweite      | 12 m                                                                                                  |
| Höhe            | 3 m                                                                                                   |
| Flügelfläche    | 36 m²                                                                                                 |
| Nutzlast        | 200 kg                                                                                                |
| Leermasse       | 475 kg                                                                                                |
| max. Startmasse | 675 kg                                                                                                |
| Triebwerke      | 2 × 4-Zylinder-Reihenmotor 37 kW (50 PS) mit wassergekühltem Kolben (Rebus), Zweiblatt-Starrpropeller |